# Избеглице из Авганистана
Авганистанске избеглице су грађани Авганистана који су били приморани да побегну из своје земље као резултат непрекидних ратова које је земља претрпела од авганистанско-совјетског рата, грађанског рата у Авганистану, рата у Авганистану (2001–2021) или било политичких или верских разлога и прогона. Саур револуција 1978. године, праћена совјетском инвазијом 1979. године, означила је први велики талас интерног расељавања и међународне миграције у суседни Иран и Пакистан; мањи број је отишао и у Индију или у земље бившег Совјетског Савеза. Између 1979. и 1992. године, више од 20% становништва Авганистана напустило је земљу као избеглице. Након совјетског повлачења 1989. године, многи су се вратили у Авганистан, међутим многи Авганистанци су поново били приморани да побегну током грађанског рата 90-их. Преко 6 милиона авганистанских избеглица је боравило у Ирану и Пакистану до 2000. године. Већина избеглица се вратила у Авганистан након инвазије Сједињених Држава 2001. и свргавања талибанског режима. Између 2002. и 2012. године, 5,7 милиона избеглица се вратило у Авганистан, повећавајући популацију земље за 25%.
Авганистан је једна од највећих земаља у свету која производи избеглице. Укупно 6,3 милиона авганистанских избеглица отишло је у Пакистан и Иран 1990. године. Сматра се да је међу 4 нације са највећим бројем избеглица. Постоји више од 8 милиона Авганистанаца који су били приморани да напусте своје домове као резултат насиља, потенцијалног прогона и сиромаштва, што је створило дијаспорску популацију од више од 8,2 милиона Авганистанаца у укупно 103 одвојене земље. Од ових 8,2 милиона избеглица, за нешто мање од 6 милиона се сматра да је расељено као резултат рата Сједињених Држава у Авганистану. Уз то, око 3,2 милиона авганистанских држављана је протерано из својих домова у статус интерно расељених лица (ИРЛ).
Неке земље које су биле део Међународних безбедносних снага за безбедност успоставиле су посебне програме како би омогућиле хиљадама Авганистанаца да се преселе у Северну Америку или Европу. Као избеглице или тражиоци азила без држављанства, заштићени су добро успостављеним принципом забраном враћања избеглица и Конвенцијом УН против тортуре. Они добијају максималне државне бенефиције и заштиту у земљама као што су Аустралија, Канада, Немачка, Уједињено Краљевство и Сједињене Државе. Многи од њих су имали право на зелени пасош САД-а а исти принцип је био и у Аустралији. 

## Земље домаћини избеглица
Домороци Авганистана и њихова деца законито бораве у најмање 96 земаља широм света. Отприлике три од четири Авганистанца су у свом животу прошла кроз унутрашње и/или спољно расељавање. За разлику од неких других земаља, све примљене избеглице и они којима је одобрен азил у Сједињеним Државама имају законско право на стални боравак (зелена карта), а затим и држављанство САД или држављанство САД. Сва њихова деца аутоматски постају Американци ако испуњавају све услове из 8 закона. Тиме се проширују њихове привилегије, а свима им се даје додатна међународна заштита од било какве противправне претње или штете.

### Пакистан
Приближно 1.438.432 регистрована авганистанска избеглица и тражиоца азила привремено бораве у Пакистану под бригом и заштитом Високог комесаријата Уједињених нација за избеглице (УНХЦР). Од тога, 58,1% живи и ради у Хајбер Пахтункви, 22,8% у Белуџистану, 11,7% у Пенџабу, 4,6% у Синду, 2,4% у главном граду Исламабаду и 0,3% у Азад Кашмиру. Већина је рођена и одрасла у Пакистану у последње четири деценије, али се сматрају држављанима Авганистана. Они су слободни да се врате у Авганистан у складу са програмом добровољне репатријације или се преселе у било коју другу земљу света и тамо буду коначно пресељени.
Од 2002. године, око 4,4 милиона грађана Авганистана је враћено преко УНХЦР-а из Пакистана у Авганистан. Неки чланови талибана и њихове породице већ дуго бораве међу авганистанским избеглицама у Пакистану. Други, као што су подносиоци захтева за специјалну имигрантску визу (СИВ) и чланови њихових породица, који чекају да се населе у Сједињеним Државама, такође бораве у Пакистану. У вези са талибанима, премијер Пакистана је изјавио следеће:
Оно што талибани раде или не раде нема никакве везе са нама. Ми нисмо ни одговорни, нити портпароли талибана. - Имран Кан. 
Дана 3. октобра 2023. пакистански министар унутрашњих послова Сарфраз Бугти наредио је да сви имигранти без докумената, посебно скоро 1,73 милиона авганистанских држављана, добровољно напусте земљу до 1. новембра 2023. или се суоче са депортацијом у оквиру акције. Талибанске власти осудиле су депортације Авганистанаца као "нехуман чин".

### Иран
Од октобра 2020. има 780.000 регистрованих авганистанских избеглица и тражилаца азила који привремено бораве у Ирану под бригом и заштитом УНХЦР-а. Већина њих је рођена у Ирану током последње четири деценије, али се и даље сматрају држављанима Авганистана. Према иранским званичницима, 2 милиона грађана Авганистанаца који немају никакве правне документе и преко пола милиона носилаца иранских виза такође борави у различитим деловима земље. Авганистанци су дуго користили Иран да стигну до Турске, а затим и до Европе где траже политички азил. Као и у Пакистану, авганистанске избеглице нису коначно насељене, већ тамо бораве на привременој основи.
Првобитни одговор Ирана према авганистанским избеглицама, вођен верском солидарношћу, била је политика отворених врата где су Авганистанци у Ирану имали слободу кретања да путују или раде у било ком граду, поред субвенција за пропан, бензин, одређене прехрамбене артикле, па чак и здравствено осигурање. Почетком 2000-их, ирански Биро за странце и послове страних имиграната (БАФИА) покренуо је регистрацију свих странаца, укључујући избеглице. Почела је да издаје привремене боравишне карте одређеним Авганистанцима. Иранска влада је 2000. године такође покренула заједнички програм репатријације са УНХЦР-ом. Усвојени су закони да би се подстакла репатријација авганистанских избеглица, као што су ограничења у запошљавању, области становања и приступ услугама укључујући образовање. Године 2021. Међународна организација за миграције (ИОМ) је открила да је нешто више од милион Авганистанаца враћено назад. Иран је 2023. заједно са Пакистаном одлучио да депортује још избеглица.

### Индија
Индија има отприлике 15 хиљада Авганистанаца унутар својих граница. Већина њих живи у главном граду државе Делхију, посебно у четвртима Лајпат Нагар, Бхогал и Малвииа Нагар. Неки од њих имају „продавнице, ресторане и апотеке“. Авганистанске избеглице су примљене у Индију током и након совјетско-авганистанског рата (1979–1989). Многи некада живахни Сики у Авганистану и авганистански хиндуси постали су избеглице у Индији након ратова. Такође, већи део авганистанске хришћанске заједнице напредује у Индији. Године 2021, након завршетка најновијег рата у Авганистану, Индија је понудила хитну визу неким грађанима Авганистана.

### Канада
Када су талибани преузели контролу над Авганистаном у августу 2021. године, канадска влада је објавила да ће преселити 40.000 угрожених Авганистанаца, као што су жене и девојке, припадници авганистанске ЛГБТК заједнице, радници за људска права и новинари. Ово је био додатак ранијој иницијативи за пресељење хиљада Авганистанаца који су радили за канадску владу, као што су преводиоци и запослени у амбасади, као и њихове породице. До марта 2022. Канада је преселила 8.580 авганистанских избеглица. До августа 2022. године, прве годишњице пада Кабула, тај број је порастао на 17.375. Ахмед Хусен, министар међународног развоја, 27. септембра 2023. објавио је да је Канада покренула помоћ за обезбеђивање 14 милиона долара за развојно финансирање за 2 пројекта за подршку здравствених и основних услуга за авганистанске избеглице и заједнице домаћина у Пакистану погођене прошлогодишњим поплавама. Од ових 14 милиона долара, 10 милиона долара се додељује Високом комесаријату Уједињених нација за избеглице за основне услуге и напоре за опоравак, као што су рехабилитација школа и здравствених установа, обезбеђивање обуке за живот и услуга повезаних са родно заснованим насиљем. Преосталих 4 милиона долара ће ићи Светској здравственој организацији за здравствене услуге, укључујући сексуалну, репродуктивну, здравствену заштиту мајки, новорођенчади, деце и адолесцената и услуге родно заснованог насиља.

### Уганда
Дана 17. августа, након пада Кабула, влада Уганде је објавила да ће на основу захтева Сједињених Држава привремено угостити 2000 авганистанских избеглица. Очекивало се да ће избеглице бити доведене у групама од 500 у Ентебе где је УНХЦР обезбедио хотеле за њихов долазак и преглед. Број избеглица које тренутно бораве у Уганди није јасан, али према извештајима, угандски званичници су потврдили долазак 145 избеглица у недељу, 22. августа 2021. године. Влада Републике Уганде примила је још 51 Авганистанца на међународном аеродрому Ентебе 25. августа 2021. године.

### САД
У последњих 40 година, растао је број Авганистанаца у САД-у од 4000 до 200 000. Највећи пораст се бележи у два периода: 2010 — 2019. и од 2021. и надаље. Између десетогодишњих периода 2010-их, авганистанско становништво је порасло са 54.000 у 2010. на отприлике 132.000 у 2019. Поред тога, та популација је поново скочила 2021. године усред америчког војног повлачења из Авганистана, што је додатно порасло за 76 000.
Дана 7. августа 2021, због претње талибана САД-у, амбасада САД-а у Кабулу саопштила је свим америчким држављанима који живе у Авганистану да почну да се евакуишу из земље и да сви запослени у амбасади одмах напусте ако „њихову функцију могу да обављају са другог места”.
Иако је Стејт департмент 27. априла 2021. наредио америчким трупама да се повуку из Авганистана до 11. септембра, тек почетком августа 2021. безбедносна ситуација у Кабулу се драстично погоршала. То је било време када је талибанска милиција преузимала Авганистан један по град и/или провинцију. Дана 12. августа америчка амбасада у Кабулу је издала безбедносно упозорење које упућује свим држављанима САД да одмах напусте Авганистан користећи комерцијалне летове ако могу, а ако то не могу да приуште, могли би да контактирају амбасаду да добију информације у вези са зајмом за репатријацију.
Амбасада је 18. августа 2021. издала још једно упозорење држављанима САД и ЛПР-овима законитим сталним становницима да са супружницима и децом путују на Међународни аеродром Хамид Карзаи и уђу на аеродром у кампу Саливан. Када су вести о томе допрле до ушију многих грађана Авганистана који су покушавали да побегну од владавине талибана, пожурили су на аеродром у Кабул.
Авганистан је 2021. започео своју највећу хуманитарну евакуацију у историји, у којој је учествовало више од 80.000 људи.
И тако је почела друга фаза операције Савезници уточиште од 15. августа до 31. августа 2021. 21. и 25. августа САД. Амбасада је још једном издала безбедносна упозорења саветујући америчким држављанима да избегавају путовање на аеродром и да одмах евакуишу.
Си-ен-ен је 26. августа 2021. известио о две експлозије на аеродрому у којима је погинуло 13 америчких маринаца и приближно 60 Авганистанаца изван аеродрома.
САД су примиле више од 10.000 авганистанских избеглица из Уједињених Арапских Емирата, који су им постали привремени домаћини у име других нација. Међутим, скоро 12.000 избеглица је остало у објекту у Абу Дабију од августа 2022. Избеглице су почеле да протестују због спорог и непрозирног процеса пресељења и услова живота. Протести су се поново појавили у октобру 2022. Избеглица која се преселила у Канаду рекла је да „психолошки пате“ у емиратској установи.
Током операције Савезници добродошли, Сједињене Државе су дале статус хуманитарне условне слободе за више од 76.000 евакуисаних држављана Авганистанаца. Хуманитарни условни отпуст служи као метод да појединцима који иначе не испуњавају услове за пријем у Сједињене Државе министар за унутрашњу безбедност даје привремену дозволу за улазак у земљу. Ови појединци су условно пуштени у земљу као резултат „хитних хуманитарних разлога или због значајне јавне користи.“ У случају авганистанских држављана, овај статус је дат на период од 2 године, уз додатно одобрење за запошљавање ових лица. у земљи. Појединци којима је одобрен статус хуманитарног условног отпуста разликују се од својих колега који су примљени путем специјалне имигрантске визе (СИВ) или стандардног процеса имиграције, по томе што им недостаје утврђен пут за постизање статуса законитог сталног боравка (или зелене карте).
У јуну 2023. године, Организација УН за храну и пољопривреду (ФАО) и Светски програм за храну УН (ВФП) разговарали су о тренутној ситуацији у Авганистану. „Процењује се да се у Авганистану око 15,3 милиона људи (35 процената анализиране популације) суочава са високом акутном несигурношћу хране, укључујући нешто мање од 2,8 милиона људи у хитној помоћи. Преко 3,2 милиона деце и 804 000 трудница и дојиља су акутно неухрањени.
Истог месеца, Министарство за унутрашњу безбедност отворило је нови програм за авганистанске држављане који бораве у Сједињеним Државама. Овај програм је омогућио авганистанским хуманитарним условно отпуштенима да се поново пријаве Царинској и имиграционој служби Сједињених Држава за статус условног отпуста ако спадају у категорије које испуњавају услове, посебно ако су првобитно пуштени на условну слободу у Сједињене Државе као део почетне операције Савезници Уточиште. Ова политика је успостављена од стране администрације председника Џоа Бајдена, а додатно је дозвољено продужење дозволе за запошљавање за сваког појединца коме је одобрен поновни условни отпуст.
Авганистански условно отпуштени који бораве у Сједињеним Државама и даље се суочавају са нејасном будућношћу када је у питању стални боравак. Напори попут Закона о прилагођавању Авганистану уведени су и на 117. и на 118. седнице Конгреса САД у настојању да се обезбеди пут до држављанства за авганистанске држављане, међутим предлог закона тек треба да прође оба дома Конгреса, делимично као резултат његовог кључни пропуст из омнибус закона о потрошњи за 2022. (Закон о консолидованим апропријацијама из 2022.). Противљење закону је углавном дошло од републиканских законодаваца, посебно сенатора Чака Граслија, који је 2022. године изјавио да неће стајати иза закона „све док се процес провере не побољша“. Више републиканаца је поновило ову тачку. поглед, након што је откривено да 2 особе од више од 76.000 примљених потенцијално представљају претњу по националну безбедност као резултат извештаја Канцеларије генералног инспектора.

### Уједињено Краљевство
Стотине бивших авганистанских специјалних снага који су се борили заједно са британским трупама у Авганистану одбијено је пресељење у Велику Британију. Један бивши официр британских специјалних снага рекао је за Би-Би-Си да „у време када су одређене акције специјалних снага Велике Британије под истрагом јавне истраге, њихов штаб је такође имао моћ да спречи бивше колеге авганистанских специјалних снага и потенцијалне сведоке ових акција да стигну безбедно у Велику Британију.“

## Статистике
Као што је приказано на графикону испод, авганистанске избеглице су примане у друге земље у следећим периодима:
1. Совјетски рат у Авганистану
2. Рат у Авганистану (1992—1996)
3. Исламски Емират Авганистан (1996—2001)
4. Рат у Авганистану (2001—2021)

| Држава               | Совјетски рат у Авганистану | Рат у Авганистану (1992—1996) | Исламски Емират Авганистан (1996—2001) | Рат у Авганистану (2001—2021) | Рат у Авганистану (2001—2021) |
| -------------------- | --------------------------- | ----------------------------- | -------------------------------------- | ----------------------------- | ----------------------------- |
| Пакистан             | 3,100,000                   |                               |                                        | 1,438,432                     | [ 24 ] [ 25 ]                 |
| Иран                 | 3,100,000                   |                               |                                        | 780,000                       | [ 24 ] [ 25 ]                 |
| Немачка              |                             |                               |                                        | 147,994                       |                               |
| Турска               |                             |                               |                                        | 129,323                       | [ 25 ]                        |
| САД                  | 132,000                     |                               |                                        | 89,500                        | [ 27 ] [ 28 ] [ 29 ]          |
| Аустрија             |                             |                               |                                        | 40,096                        | [ 30 ]                        |
| Француска            |                             |                               |                                        | 31,546                        |                               |
| Шведска              |                             |                               |                                        | 29,927                        |                               |
| Грчка                |                             |                               |                                        | 21,456                        | [ 31 ]                        |
| Индија               | 60,000                      |                               |                                        | 15,806                        | [ 25 ] [ 33 ]                 |
| Швајцарска           |                             |                               |                                        | 14,523                        | [ 31 ]                        |
| Италија              |                             |                               |                                        | 12,096                        | [ 31 ]                        |
| Аустралија           |                             |                               |                                        | 10,659                        | [ 31 ]                        |
| Уједињено Краљевство |                             |                               |                                        | 9,351                         | [ 31 ]                        |
| Индонезија           |                             |                               |                                        | 7,629                         | [ 25 ] [ 34 ] [ 31 ]          |
| Таџикистан           |                             | 1,161                         | 15,336                                 | 5,573                         | [ 31 ]                        |
| Холандија            |                             |                               |                                        | 5,212                         | [ 31 ]                        |
| Белгија              |                             |                               |                                        | 4,689                         | [ 31 ]                        |
| Норвешка             |                             |                               |                                        | 4,007                         | [ 31 ]                        |
| Финска               |                             |                               |                                        | 3,331                         | [ 31 ]                        |
| Малезија             |                             |                               |                                        | 2,661                         | [ 25 ] [ 31 ]                 |
| Румунија             |                             |                               |                                        | 2,384                         | [ 36 ]                        |
| Канада               |                             |                               |                                        | 2,261                         |                               |
| Данска               |                             |                               |                                        | 2,134                         |                               |
| Португал             |                             |                               |                                        | 883                           | [ 37 ]                        |